# Frome
Frome (engelskt uttal: [ˈfruːm] lyssna (fil)) är en stad och civil parish i grevskapet Somerset i England. Staden ligger vid floden Frome, cirka 17 kilometer söder om Bath. Tätorten (built-up area) hade 26 203 invånare vid folkräkningen år 2011.